# Insieme limitato
In matematica esistono varie nozioni di limitatezza di un insieme, dipendenti in gran parte dallo spazio in cui è immerso. Euristicamente si può dire che un insieme è limitato se ha "estensione finita" (ma non necessariamente nel senso di cardinalità finita). Un insieme che non è limitato è detto illimitato.

## Spazi metrici
Sia {\displaystyle (X,d)} uno spazio metrico. 
Un sottoinsieme {\displaystyle E\subset X} si dice limitato se esiste un numero reale positivo {\displaystyle M} tale che {\displaystyle d(a,b)\leq M\;{\text{per ogni}}\;a,b\in E}. 

## Spazi normati
Uno spazio normato è in particolare uno spazio metrico, quindi la nozione di limitatezza in spazi normati sarà la stessa di quella negli spazi metrici. Sfruttando la norma si può trovare un'altra caratterizzazione: un insieme {\displaystyle E} è limitato in uno spazio normato {\displaystyle (X,\|\cdot \|)} se e solo se esiste {\displaystyle C\geq 0:\|x\|\leq C\,\,\forall x\in E}, ossia se ogni elemento di {\displaystyle X} ha norma minore o uguale a una stessa costante.
Talvolta un insieme limitato secondo questa definizione si dirà limitato in norma, per distinguerlo dagli insiemi limitati in altre topologie che non inducono quella norma come le topologie deboli. Per la definizione di insieme limitato in topologia si veda il paragrafo successivo.

## Spazi vettoriali topologici
In uno spazio vettoriale topologico la nozione di limitatezza è un po' più complessa, in quanto non è possibile parlare di distanza o norma. In questo caso si deve ricorrere ai semplici intorni dell'origine. Sia {\displaystyle (X,\tau )} uno spazio vettoriale topologico ed {\displaystyle E\subset X} un insieme. Si dice che {\displaystyle E} è limitato nella topologia {\displaystyle \tau } se e solo se per ogni intorno {\displaystyle V} dell'origine esiste un numero reale positivo {\displaystyle \alpha } (dipendente da {\displaystyle V}) tale che {\displaystyle E\subset \alpha V}. In altre parole {\displaystyle E} deve essere contenuto in un opportuno multiplo di ogni intorno dell'origine.
Nel caso in cui la topologia {\displaystyle \tau } sia indotta da una metrica {\displaystyle d}, le due nozioni di limitatezza coincidono. Per verificarlo basta osservare che se {\displaystyle \tau } è indotta dalla metrica {\displaystyle d} allora la palla unitaria aperta {\displaystyle B=B(0,1)=\{x\in E:\,d(x,0)<1\}} è un elemento di {\displaystyle \tau } (cioè è un aperto dello spazio vettoriale topologico {\displaystyle X}). Si mostrano ora le due implicazioni:
- Se {\displaystyle E} è limitato nella topologia {\displaystyle \tau } allora esiste un numero reale positivo {\displaystyle \alpha } tale che {\displaystyle E\subset \alpha B} ({\displaystyle B} è chiaramente un intorno dell'origine perché contiene 0), ma {\displaystyle \alpha B} non è altro che la palla {\displaystyle B(0,\alpha )}. Esiste quindi una palla di raggio finito ({\displaystyle \alpha }) che contiene {\displaystyle E}, che risulta quindi limitato anche in metrica.
- Se viceversa {\displaystyle E} è limitato nella metrica {\displaystyle d}, esisterà {\displaystyle R>0} tale che {\displaystyle E\subset B(0,R)}. Sia ora {\displaystyle V} un intorno dell'origine. Essendo aperto, {\displaystyle V} conterrà una palla aperta {\displaystyle B(0,r)}, dove {\displaystyle r>0}. Sia ora {\displaystyle \alpha =R/r}. Poiché {\displaystyle V} contiene {\displaystyle B(0,r)}, l'insieme {\displaystyle \alpha V} contiene {\displaystyle \alpha B(0,r)=B(0,R)} che a sua volta contiene {\displaystyle E}. Per l'arbitrarietà di {\displaystyle V}, {\displaystyle E} risulta quindi limitato anche nella topologia {\displaystyle \tau }.

## Campi ordinati (insiemi superiormente ed inferiormente limitati)
In un campo ordinato {\displaystyle A} un insieme {\displaystyle E} si dice insieme limitato superiormente se esiste almeno un maggiorante {\displaystyle a\in A} tale che per tutti gli {\displaystyle x\in E} si ha {\displaystyle x\leq a}. Analogamente l'insieme {\displaystyle E} si dice insieme limitato inferiormente se esiste almeno un minorante {\displaystyle a\in A} tale che per tutti gli {\displaystyle x\in E} si ha {\displaystyle x\geq a}.
Il fatto che esista un maggiorante dell'insieme {\displaystyle E} implica che ne possano esistere infiniti; tutti gli elementi {\displaystyle b\in A} tali che {\displaystyle b\geq a} sono chiaramente essi stessi maggioranti dell'insieme {\displaystyle E}. Il più piccolo dei maggioranti si chiama estremo superiore dell'insieme, se non appartiene all'insieme {\displaystyle E}, oppure massimo dell'insieme se invece appartiene ad {\displaystyle E}. In maniera analoga per gli insiemi limitati inferiormente, il più grande dei minoranti di {\displaystyle E} è detto estremo inferiore se non appartiene all'insieme {\displaystyle E}, oppure minimo se invece appartiene all'insieme stesso.

## Proprietà
- Un sottoinsieme di un insieme limitato è limitato.
- La chiusura di un insieme limitato è un insieme limitato.
- I sottospazi propri di uno spazio vettoriale topologico non sono limitati in topologia (e quindi neanche in metrica o in norma).
- Le semirette non sono limitate in topologia.